# Space Invader
Space Invader ist das am 16. August 2014 veröffentlichte vierte Soloalbum des US-amerikanischen Gitarristen Ace Frehley. Es ist die erfolgreichste Veröffentlichung der bisher erschienenen Soloalben aller Kiss-Mitglieder.

## Hintergrund
Frehley hatte 2002 zum zweiten Mal die Band Kiss verlassen, deren Gründungsmitglied er gewesen und mit der er von 1996 an wieder auf Tournee gegangen war. 2006 überwand er seine Alkohol- und Drogenabhängigkeit, 2007 begann er mit den Aufnahmen für sein Album Anomaly, das im Oktober 2009 veröffentlicht wurde und Platz 27 der US-Albumcharts erreichte.
2013 schloss Frehley einen Plattenvertrag über zunächst zwei Alben mit dem Label eOne und begann mit den Arbeiten an seinem nächsten Projekt. Für Space Invader nahm Frehley alle Gitarrenspuren selbst auf und spielte auf fast allen Stücken den E-Bass. Lediglich bei zwei Titeln wurde diese Aufgabe von Chris Wyse (The Cult) übernommen. Schlagzeug spielte Matt Starr, der Frehleys Tourneeband angehörte. Das Album enthielt zwölf Titel, zusätzlich erschien eine “Limited Edition” im Digipak, die neben zwei Bonustracks auch ein Poster enthielt. Space Invader enthielt außerdem eine Coverversion des Steve-Miller-Titels The Joker. Das Cover-Bild wurde von Ken Kelly gemalt, der unter anderem auch das Artwork für die Kiss-Alben Destroyer (1976) und Love Gun (1977) gestaltet hatte. Auf dem Bild ist der Schattenriss des Gitarre spielenden Frehley zu sehen, der auf der Gangway zum Eingang einer Rakete steht.
Am 3. Juni 2014 wurde die Single Gimme a Feelin’ vorab veröffentlicht. Auf dem am 16. August 2014 veröffentlichten CD-Album (Deluxe Edition) waren eine verlängerte Fassung des Titels The Joker und ein Remix des Liedes Reckless als Bonustracks enthalten. Es existieren verschiedene CD- als auch Vinyl-Ausgaben mit jeweils unterschiedlichen Tracklisten.

## Titelliste
| Nr. | Titel                        | Autor(en)                                 | Länge |
| --- | ---------------------------- | ----------------------------------------- | ----- |
| 1.  | Space Invader                | Ace Frehley                               | 4:20  |
| 2.  | Gimme a Feelin’ (Radio Edit) | Frehley, John Ostrovsky                   | 3:57  |
| 3.  | I Wanna Hold You             | Frehley, Gen Rubin, Sebastian Basco       | 3:35  |
| 4.  | Change                       | Rachael Gordon, Frehley                   | 4:11  |
| 5.  | Toys                         | Gordon, Frehley                           | 4:11  |
| 6.  | Immortal Pleasures           | Gordon, Frehley                           | 5:07  |
| 7.  | Inside the Vortex            | Frehley                                   | 4:43  |
| 8.  | What Every Girl Wants        | Frehley                                   | 3:48  |
| 9.  | Past the Milky Way           | Frehley, Chris Cassone                    | 5:34  |
| 10. | Reckless                     | Frehley                                   | 4:14  |
| 11. | The Joker                    | Ahmet Ertegün, Steve Miller, Eddie Curtis | 3:37  |
| 12. | Starship (Instrumental)      | Frehley                                   | 7:05  |

| Nr. | Titel                              | Autor(en)                                 | Länge |
| --- | ---------------------------------- | ----------------------------------------- | ----- |
| 1.  | Space Invader                      | Ace Frehley                               | 4:20  |
| 2.  | Gimme a Feelin’ (Radio Edit)       | Frehley, John Ostrovsky                   | 3:57  |
| 3.  | I Wanna Hold You                   | Frehley, Gen Rubin, Sebastian Basco       | 3:35  |
| 4.  | Change                             | Rachael Gordon, Frehley                   | 4:11  |
| 5.  | Toys                               | Gordon, Frehley                           | 4:11  |
| 6.  | Immortal Pleasures                 | Gordon, Frehley                           | 5:07  |
| 7.  | Inside the Vortex                  | Frehley                                   | 4:43  |
| 8.  | What Every Girl Wants              | Frehley                                   | 3:48  |
| 9.  | Past the Milky Way                 | Frehley, Chris Cassone                    | 5:34  |
| 10. | Reckless                           | Frehley                                   | 4:14  |
| 11. | The Joker                          | Ahmet Ertegün, Steve Miller, Eddie Curtis | 3:37  |
| 12. | Starship (Instrumental)            | Frehley                                   | 7:05  |
| 13. | The Joker (Extended Version)       | Ertegün, Miller, Curtis                   | 4:12  |
| 14. | Reckless (Different Remix Version) | Frehley                                   | 4:43  |

| Nr. | Titel                              | Autor(en)                                 | Länge |
| --- | ---------------------------------- | ----------------------------------------- | ----- |
| 1.  | Space Invader                      | Ace Frehley                               | 4:20  |
| 2.  | Gimme a Feelin’ (Radio Edit)       | Frehley, John Ostrovsky                   | 3:57  |
| 3.  | I Wanna Hold You                   | Frehley, Gen Rubin, Sebastian Basco       | 3:35  |
| 4.  | Change                             | Rachael Gordon, Frehley                   | 4:11  |
| 5.  | Toys                               | Gordon, Frehley                           | 4:11  |
| 6.  | Immortal Pleasures                 | Gordon, Frehley                           | 5:07  |
| 7.  | Inside the Vortex                  | Frehley                                   | 4:43  |
| 8.  | What Every Girl Wants              | Frehley                                   | 3:48  |
| 9.  | Past the Milky Way                 | Frehley, Chris Cassone                    | 5:34  |
| 10. | Reckless                           | Frehley                                   | 4:14  |
| 11. | The Joker                          | Ahmet Ertegün, Steve Miller, Eddie Curtis | 3:37  |
| 12. | Starship (Instrumental)            | Frehley                                   | 7:05  |
| 13. | Reckless (Extended Mix)            | Frehley                                   | 4:12  |
| 14. | Gimme A Feelin’ (Explicit Version) | Frehley                                   | 4:05  |
| 15. | Space Invader (Radio Edit)         | Frehley                                   | 3:19  |

| Nr. | Titel                              | Autor(en)                                 | Länge |
| --- | ---------------------------------- | ----------------------------------------- | ----- |
| 1.  | Space Invader                      | Ace Frehley                               | 4:20  |
| 2.  | Gimme a Feelin’ (Radio Edit)       | Frehley, John Ostrovsky                   | 3:57  |
| 3.  | I Wanna Hold You                   | Frehley, Gen Rubin, Sebastian Basco       | 3:35  |
| 4.  | Change                             | Rachael Gordon, Frehley                   | 4:11  |
| 5.  | Toys                               | Gordon, Frehley                           | 4:11  |
| 6.  | Immortal Pleasures                 | Gordon, Frehley                           | 5:07  |
| 7.  | Inside the Vortex                  | Frehley                                   | 4:43  |
| 8.  | What Every Girl Wants              | Frehley                                   | 3:48  |
| 9.  | Past the Milky Way                 | Frehley, Chris Cassone                    | 5:34  |
| 10. | Reckless                           | Frehley                                   | 4:14  |
| 11. | The Joker                          | Ahmet Ertegün, Steve Miller, Eddie Curtis | 3:37  |
| 12. | Starship (Instrumental)            | Frehley                                   | 7:05  |
| 13. | The Joker (Extended Version)       | Ahmet Ertegün, Steve Miller, Eddie Curtis | 4:12  |
| 14. | Reckless (Different Remix Version) | Frehley                                   | 4:43  |
| 15. | Space Invader (Radio Edit)         | Frehley                                   | 3:19  |
| 16. | Gimme A Feelin’ (Ecplicit Version) | Frehley                                   | 4:05  |

## Rezeption
Space Invader avancierte in der ersten Woche nach dem Erscheinen zur erfolgreichsten Album-Veröffentlichung Frehleys, als es auf Platz neun der US-Album-Charts einstieg. Es erreichte in der gleichen Woche Platz 16 der kanadischen Album-Charts und Platz 42 in den deutschen Charts. In der zweiten Woche war das Album in den US auf Platz 49 zu finden, in der Folgewoche auf 117.
Das deutsche Magazin Rocks schrieb, das Potential, Frehleys einstige „Kiss-Kollegen dermaßen zu beeindrucken, dass ihnen vor lauter Ärger und Frust die Schminke vom Gesicht“ blättere, habe Space Invader, nüchtern betrachtet, nicht. Und dennoch sei das Album „wie sein Vorgänger Anomaly eine durchaus unterhaltsame Angelegenheit.“ Frehley zeige sich immer dann „am inspiriertesten, wenn er Ausflüge in den Weltraum oder andere geheimnisvolle Gefilde“ unternehme, während er „beim Besingen irdischer Vergnügen seltsam unmotiviert“ wirke. Frehley sei „kein großer Virtuose und kein begnadeter Sänger,“ aber er besitze „Charakter,“ was aus „mittelprächtigen Ideen ganze besondere“ mache.
Classic Rock meinte, das Album sei eine „mehr als solide Rock-Scheibe“ geworden. Das qualitative Niveau sei „in dieser Form keinesfalls zu erwarten“ gewesen. Frehley riffe, soliere und singe „in tadelloser Coolness durch seine Songs, die sich mit denen seiner “Widersacher” Stanley/Simmons und deren Album Monster messen“ könnten. Space Invader sei „nichts weniger als die Auferstehung einer aus spielerischer und kreativer Sicht totgeglaubten Legende.“
Das US-amerikanische Magazin Rolling Stone betonte, „Gene Simmons habe behauptet, dass Ace Frehley es nicht verdiene, das Kiss-Make-Up zu tragen“, doch dieses Album sage „etwas anderes.“ Es sei zwar „nichts darauf enthalten, das so mitreißend“ sei wie „sein 78er Smash-Hit New York Groove,“ – aber Space Invader habe „die sorgenfreie Einstellung, die den Kiss-Alben des 21. Jahrhunderts“ fehle. Wenn überhaupt etwas, dann sei es „insgesamt eher ein Kiss-Album, als Gene Simmons dies zugeben“ wolle.
Die Münchener Abendzeitung machte Space Invader zum Album der Woche und schrieb, es sei schön, dass Frehley uns mit der Platte „ein charmantes Pfund um die Ohren“ haue. Charmant deswegen, weil Frehley sich „nicht groß um irgendwelche Trends“ schere, „sondern seinen Stiefel konsequent“ durchziehe. Geboten werde „12 Mal markiger Hardrock mit seinen unvergleichlichen Gitarrensoli“ – mehr könne man nicht wollen.